# João José
João José (* 7. Juni 1978 in Portimão) ist ein portugiesischer Volleyballspieler, der neun Jahre beim VfB Friedrichshafen unter Vertrag stand.
Seine Karriere begann João José bei Che – Lagoense. Weitere Stationen waren die ebenfalls portugiesischen Vereine A.D Machico, Maritimo und Castêlo da Maia Ginásio Clube in Maia. Von 2004 bis 2013 spielte er beim VfB Friedrichshafen in der deutschen Volleyball-Bundesliga und wurde sieben Mal in Folge Deutscher Meister. 2013 kehrte José in seine portugiesische Heimat zurück.
José spielte 224 mal für die portugiesische Nationalmannschaft. Bei der Weltmeisterschaft 2002 in Argentinien wurde er als Bester Blockspieler ausgezeichnet. 2010 gewann er mit Portugal die Europaliga und wurde hier zum Besten Angreifer ernannt.
João José ist verheiratet und hat einen Sohn.